# Victoria-Marguerite de Prusse
La princesse Victoria-Marguerite de Prusse, née à Potsdam, royaume de Prusse, le 17 avril 1890 et morte au pavillon de chasse de Glienicke, district de Zehlendorf, Grand Berlin, le 9 septembre 1923, est par sa naissance un membre de la maison de Hohenzollern et par son mariage en 1913 une princesse Reuss de Köstritz.

## Biographie

### Famille
Victoria-Marguerite de Prusse, née à Potsdam, le 17 avril 1890 est l'unique fille et l'aînée des quatre enfants du prince Frédéric-Léopold de Prusse et de la princesse Louise-Sophie de Schleswig-Holstein-Sonderbourg-Augustenbourg,,. Elle a trois frères cadets : Frédéric-Sigismond de Prusse, Frédéric-Charles de Prusse et Frédéric-Léopold de Prusse. Par sa mère, Victoria-Marguerite est la nièce de l'impératrice Augusta-Victoria, épouse de Guillaume II,.
Ses grands-parents paternels sont le prince Frédéric-Charles de Prusse et la princesse Marie-Anne d'Anhalt-Dessau. Ses grands-parents maternels sont le duc Frédéric VIII de Schleswig-Holstein-Sonderbourg-Augustenbourg et la princesse Adélaïde de Hohenlohe-Langenbourg.

### Mariage et descendance
Le 17 mai 1913, au Nouveau palais de Potsdam, Victoria-Marguerite épouse le prince Heinrich XXXIII Reuss de Köstritz (né à Mauer près de Vienne le 26 juillet 1879 et mort à Stronsdorf le 15 novembre 1942), fils de Heinrich VII Reuss de Köstritz et de la princesse Marie de Saxe-Weimar-Eisenach,. Il est membre d'une des plus anciennes maisons régnantes d'Europe et le petit-fils du grand-duc Charles-Alexandre de Saxe-Weimar-Eisenach et de la princesse Sophie des Pays-Bas. La princesse, coiffée du voile de la maison de Hohenzollern, est conduite à l'autel par son oncle l'empereur allemand Guillaume II et le banquet est préparé par la cuisine de Borchardt.
Le couple a deux enfants, :
- Marie-Louise Reuss de Köstritz (née à Cassel le 9 janvier 1915 et morte à Munich le 17 juin 1985), elle épouse Erich Theisen (1905-1954) à Berlin civilement le 5 juin 1941 et religieusement le surlendemain ; ils divorcent à Berlin le 28 septembre 1946. Elle se remarie avec le Dr Alexander Bodey (1920) civilement à Berlin le 23 mars 1954, et religieusement quatre jours plus tard ; ils divorcent à Mannheim le 13 janvier 1956. De son premier mariage, elle a une fille :
  - Viktoria Sibylle Theisen (née à Berlin le 31 décembre 1942), elle épouse Wolfgang Schafer le 22 septembre 1969. Ils ont trois enfants :
    - Anna Katharina Schafer (née le 5 février 1974)
    - Moritz Fabian Schafer (né le 29 décembre 1976)
    - Marie Caroline Schafer (née le 17 janvier 1979)
- Heinrich II Reuss de Köstritz (né à Cassel le 24 novembre 1916 et mort à Menton le 24 décembre 1993), sans alliance ni postérité.

Le couple divorce à Berlin le 14 juillet 1922,.

### Mort
La princesse Victoria-Marguerite meurt, à l'âge de 33 ans, au pavillon de chasse de Glienicke le 9 septembre 1923 des complications de la grippe. Elle est inhumée au cimetière des princes, le Prinzenfriedhof Klein-Glienicke, situé dans le domaine du château de Glienicke, dans le quartier de Berlin-Wannsee,,. 
Le 10 avril 1929, à Paris, le prince Heinrich XXXIII se remarie avec Allen Tew Burchard, une veuve américaine, originaire du Wisconsin, dont il n'a pas de postérité,,.

## Honneur
- Dame de l'ordre de Louise (Empire allemand).

## Ascendance
|  |                                                                       |  |  |  |  |  |  |  |  |  |  |  |  |
|  | 8. Charles de Prusse                                                  |  |  |  |  |  |  |  |  |  |  |  |  |
|  |                                                                       |  |  |  |  |  |  |  |  |  |  |  |  |
|  |                                                                       |  |  |  |  |  |  |  |  |  |  |  |  |
|  | 4. Frédéric-Charles de Prusse                                         |  |  |  |  |  |  |  |  |  |  |  |  |
|  |                                                                       |  |  |  |  |  |  |  |  |  |  |  |  |
|  |                                                                       |  |  |  |  |  |  |  |  |  |  |  |  |
|  | 9. Marie de Saxe-Weimar-Eisenach                                      |  |  |  |  |  |  |  |  |  |  |  |  |
|  |                                                                       |  |  |  |  |  |  |  |  |  |  |  |  |
|  |                                                                       |  |  |  |  |  |  |  |  |  |  |  |  |
|  | 2. Frédéric-Léopold de Prusse                                         |  |  |  |  |  |  |  |  |  |  |  |  |
|  |                                                                       |  |  |  |  |  |  |  |  |  |  |  |  |
|  |                                                                       |  |  |  |  |  |  |  |  |  |  |  |  |
|  | 10. Léopold IV d'Anhalt                                               |  |  |  |  |  |  |  |  |  |  |  |  |
|  |                                                                       |  |  |  |  |  |  |  |  |  |  |  |  |
|  |                                                                       |  |  |  |  |  |  |  |  |  |  |  |  |
|  | 5. Marie-Anne d'Anhalt-Dessau                                         |  |  |  |  |  |  |  |  |  |  |  |  |
|  |                                                                       |  |  |  |  |  |  |  |  |  |  |  |  |
|  |                                                                       |  |  |  |  |  |  |  |  |  |  |  |  |
|  | 11. Frédérique-Wilhelmine de Prusse                                   |  |  |  |  |  |  |  |  |  |  |  |  |
|  |                                                                       |  |  |  |  |  |  |  |  |  |  |  |  |
|  |                                                                       |  |  |  |  |  |  |  |  |  |  |  |  |
|  | 1. Victoria-Marguerite de Prusse                                      |  |  |  |  |  |  |  |  |  |  |  |  |
|  |                                                                       |  |  |  |  |  |  |  |  |  |  |  |  |
|  |                                                                       |  |  |  |  |  |  |  |  |  |  |  |  |
|  | 12. Christian-Auguste de Schleswig-Holstein-Sonderbourg-Augustenbourg |  |  |  |  |  |  |  |  |  |  |  |  |
|  |                                                                       |  |  |  |  |  |  |  |  |  |  |  |  |
|  |                                                                       |  |  |  |  |  |  |  |  |  |  |  |  |
|  | 6. Frédéric-Auguste de Schleswig-Holstein-Sonderbourg-Augustenbourg   |  |  |  |  |  |  |  |  |  |  |  |  |
|  |                                                                       |  |  |  |  |  |  |  |  |  |  |  |  |
|  |                                                                       |  |  |  |  |  |  |  |  |  |  |  |  |
|  | 13. Louise-Sophie de Danneskiold-Samsøe                               |  |  |  |  |  |  |  |  |  |  |  |  |
|  |                                                                       |  |  |  |  |  |  |  |  |  |  |  |  |
|  |                                                                       |  |  |  |  |  |  |  |  |  |  |  |  |
|  | 3. Louise-Sophie de Schleswig-Holstein-Sonderbourg-Augustenbourg      |  |  |  |  |  |  |  |  |  |  |  |  |
|  |                                                                       |  |  |  |  |  |  |  |  |  |  |  |  |
|  |                                                                       |  |  |  |  |  |  |  |  |  |  |  |  |
|  | 14. Ernest Ier de Hohenlohe-Langenbourg                               |  |  |  |  |  |  |  |  |  |  |  |  |
|  |                                                                       |  |  |  |  |  |  |  |  |  |  |  |  |
|  |                                                                       |  |  |  |  |  |  |  |  |  |  |  |  |
|  | 7. Adélaïde de Hohenlohe-Langenbourg                                  |  |  |  |  |  |  |  |  |  |  |  |  |
|  |                                                                       |  |  |  |  |  |  |  |  |  |  |  |  |
|  |                                                                       |  |  |  |  |  |  |  |  |  |  |  |  |
|  | 15. Théodora de Leiningen                                             |  |  |  |  |  |  |  |  |  |  |  |  |
|  |                                                                       |  |  |  |  |  |  |  |  |  |  |  |  |
|  |                                                                       |  |  |  |  |  |  |  |  |  |  |  |  |